# Noaptea groazei
Noaptea groazei  (titlu original: Fright Night) este un film de groază american din 1985 regizat de Tom Holland (debut regizoral), scris de Tom Holland și produs de  Herb Jaffe. Rolurile principale au fost interpretate de actorii William Ragsdale, Chris Sarandon, Roddy McDowall și Amanda Bearse. A primit Premiul Saturn pentru cel mai bun film de groază.
Filmul a fost lansat la 2 august 1985 și a încasat 24,9 milioane de dolari americani la box office. De la lansare, a avut recenzii pozitive de la critici și a devenit un idol clasic și a dat naștere francizei media cu același nume. Noaptea groazei a fost urmat de o continuare, Noaptea fricii 2 (Fright Night Part 2), în 1988, și de un remake cu același nume în 2011.

## Rezumat
Filmul îl urmărește pe adolescentul Charley Brewster (interpretat de William Ragsdale), care descoperă că vecinul său de alături Jerry Dandrige (Chris Sarandon) este un vampir. Deoarece nimeni nu-l crede, Charley decide să-l convingă pe Peter Vincent (Roddy McDowall), un prezentator de emisiuni TV care a jucat în filme ca un vânător de vampiri, să oprească seria de crime a lui Jerry.

## Distribuție
- Chris Sarandon - Jerry Dandrige[6]
- William Ragsdale - Charley Brewster
- Amanda Bearse - Amy Peterson
- Roddy McDowall - Peter Vincent
- Stephen Geoffreys - Edward "Evil Ed" Thompson
- Jonathan Stark - Billy Cole
- Dorothy Fielding - Judy Brewster
- Art J. Evans - Detectiv Lennox
- Stewart Stern – Cook
- Robert Corff – Jonathan
- Pamela Brown – Miss Nina